# 黑眼真鱸
黑眼真鱸為輻鰭魚綱鱸形目鱸亞目真鱸科的一種，為溫帶淡水魚，分布於南美洲智利中部安地斯山脈淡水流域，體長可達20公分，棲息在底中層水域，生活習性不明。

## 擴展閱讀
維基物種上的相關：黑眼真鱸